# Bandeira histórica de Samara

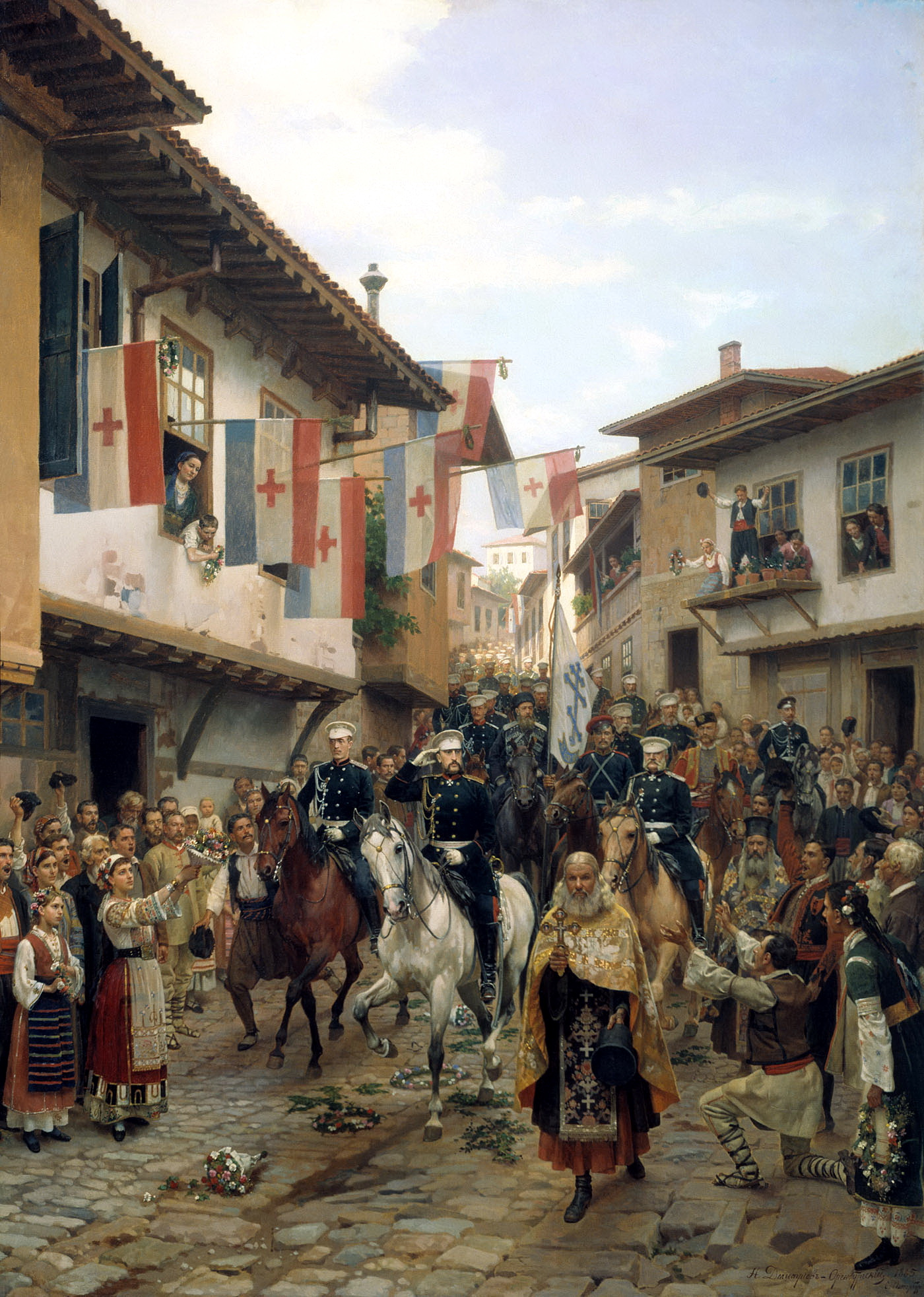
A bandeira de Samara em Veliko Tarnovo em 30 de junho de 1877.

A bandeira de Samara é um símbolo nacional da Bulgária e um símbolo militar da Bulgária. É também conhecida como “bandeira da liberdade”. A única bandeira premiada com a “Ordem da Coragem” na história da Bulgária. 
A sua costura foi iniciada pelo governador de Samara, Piotr Alabin, em 1876. Destinava-se aos rebeldes da Revolta de Abril (1876). Com a proclamação de Guerra russo-turca de 1877–1878, a bandeira de Samara foi entregue à milícia búlgara (Voluntários – Narodnoe Opolcheniye) em 18 de maio de 1877 em Ploiești.
A bandeira de Samara participou em todas as batalhas importantes e na mais importante para o desfecho da guerra — a Batalha do Passo de Shipka. A bandeira é bordada, com a Mãe de Deus ibérica de um lado e o ícone de Cirilo e Metódio do outro. 
Samara não foi acidentalmente escolhida como a padroeira da libertação da Bulgária. A cidade estava localizada no território da Bulgária do Volga, e durante a Operação Barbarossa foi escolhida como capital de reserva da URSS no caso da conquista de Moscou. O bunker de Stalin foi construído lá.  Após a Segunda Guerra Mundial, foi o centro da indústria espacial russa.